# Playa de Chouréu
La playa de Chouréu está en el concejo de Valdés, en el occidente del Principado de Asturias, (España) y pertenece al pueblo de Querúas. Forma parte de la Costa Occidental de Asturias y está enmarcada en el Paisaje protegido de la Costa Occidental de Asturias.

## Descripción
Su forma es lineal, tiene una longitud de unos 360 m y una anchura media de 25 m. El entorno es prácticamente virgen y una peligrosidad media. El lecho está formado por cantos rodados y escasas zonas de arenas gruesas. La ocupación y urbanización son escasas.
Para acceder a las inmediaciones de la playa, que no a ella pues es prácticamente inaccesible por tierra, hay que localizar los pueblos próximos de Querúas y Busto pero con los acantilados tan verticales entre la punta de la Osa y la de Santana hay muy pocas posibilidades de observar vistas de este espacio. Se puede acceder por mar durante la bajamar desde la vecina Playa de Punxéu pero hay que tener precaución en la medida de los tiempos de las mareas. No tiene ningún servicio y solamente la suelen utilizar algunos perscadores conocedores de la zona. Esta playa junto a su vecina «Corbeiros» componen un paisaje desde el punto de vista fotográfico enorme. Se recomienda tomar las máximas precauciones si es que se desea bajar a la playa, porque este descenso es muy peligroso y desaconsejable.